# Late Afternoon
Late Afternoon ist ein oscarnominierter irischer Zeichentrick-Kurzfilm von Louise Bagnall, produziert von Cartoon Saloon. Der neunminütige Film erschien am 15. Juli 2017.

## Handlung
Der Film erzählt von einer alten Frau (Emily), die gegen ihre Demenz kämpft als sie bei einem Tee die Erinnerungen an ihre Vergangenheit erneut durchwandert.

## Idee und Produktion
Louise Bagnall schrieb diesen Film in Anlehnung an ihre eigenen beiden Großmütter. Als Kind sah sie diese lediglich als Omas an, erst später kam ihr der Gedanke, dass auch sie einmal jung waren, und inzwischen bereits ein ganzes Leben gelebt und entsprechende Erfahrungen gemacht hatten. Außerdem zeigten auch Bagnalls Großeltern Anzeichen von Vergesslichkeit, auch wenn sie nicht dement waren.
Bagnall begann, in einem Notizbuch einzelne Stationen des Lebens einer Frau zu skizzieren. Im September 2016 begann dann die Arbeit an Late Afternoon. Für die Animation der Charaktere wurde die Software TVPaint benutzt, die Texturen stammen von Photoshop und das Compositing erfolgte mit Adobe After Effects.
Emily sitzt in ihrem Wohnzimmer während sie ihre Erinnerungen durchlebt. In diesem Raum ist die Kamera statisch. Die Erinnerungen hingegen sind gezeichnet von ständigen Kamerafahrten und -schwenks, um ihre Lebhaftigkeit auszudrücken.

## Auszeichnungen
- Nominierung in der Kategorie „Bester animierter Kurzfilm“ bei der Oscarverleihung 2019[4]
- Auszeichnung in der Kategorie „Animated Short Film“ bei den 15. Irish Film & Television Awards 2018[5]
- Auszeichnung in der Kategorie „Best Short Animated Film“ beim 1. Baku International Animation Festival 2018[6]